# Bay'a
Bayʿa o Baya (en árabe بَيْعَة, "vender", "transacción comercial"), en terminología islámica, es un juramento de lealtad al líder de una tariqa sufí. Es una práctica y una tradición enraizada en el pueblo árabe y en la práctica del profeta Mahoma. El Bay'a a veces toma la forma de un pacto por escrito en nombre de los sujetos implicados, llevado por los principales miembros de la tribu, entendiendo que, mientras el líder se rija por ciertos requerimientos hacia su pueblo, mantendrán su lealtad hacia él. El Bay'a todavía se practica en países como Arabia Saudita y Sudán. En Marruecos, el Bay'a es uno de los fundamentos de su monarquía. En muchas tradiciones islámicas, el significado de "bay'a" es entregarse a un maestro espiritual, un murshid o un jeque, a cambio del conocimiento espiritual que el maestro ofrece al murid o alumno.

## En la historia islámica
La tradición del bay'a se remonta a la época de Mahoma. Desde el principio, el bay'a fue tomada por Mahoma como un juramento de lealtad. Cualquiera que quisiese entrar en el islam debía recitar la declaración básica de la fe, expresando su fe en la unicidad de Dios y el profeta Mahoma.
Además, el profeta tomó formalmente bay'a del pueblo y las tribus. Mediante este acto formal entraron en la comunidad islámica y mostraron su disposición a seguir y obedecer a Mahoma. La redacción del juramento se diferencia en las diferentes tradiciones pero todas contienen la shahada y las oraciones de arrepentimiento.
Se relata que con ocasión de unas reuniones anuales fuera de La Meca, Mahoma encontró a la gente de Yathrib, más tarde cambiado su nombre por Medina, quién aceptó su llamada al islam. En esta ocasión el profeta tomó bay'a de ellos.

## En el Corán
Después de la "Promesa del árbol", que condujo al Tratado de Hudaybiyyah, se reveló en el Corán que conmemoraría y apreciaría la promesa de quienes la hiciesenː

Ciertamente, Alá estaba satisfecho con los creyentes cuando te juraron lealtad bajo el árbol, y sabía lo que había en sus corazones, por lo que hizo descender la tranquilidad en ellos y les recompensó, con una victoria cercana."
Sura Al-Fath, Aleya 18.

## Bay'a de mujeres
Mahoma tomó un juramento de lealtad de las mujeres de La Meca después de su conquista en el año 7 AH. El Corán menciona el texto del bay'a de las mujeres en la sura 60. Así es el juramento:

"¡Oh Profeta! Cuando las creyentes vengan a ti para tomar el juramento de fidelidad a ti, no se asociarán en el culto a cualquier otra cosa con Alá, que no robarán, que no cometerán adulterio (o fornicación), que no matarán a sus hijos, que no pronunciarán calumnias, intencionadamente forjando falsedades, y no te desobedecerán en cualquier materia justa. Entonces recibirás su lealtad, y orarás a Alá para el perdón (de sus pecados): por Alá ,indulgente y misericordioso."
 Sura Al-Mumtahina, Aleya 12, Corán 60:12.

## Historia
El bay'a de Rizwan, una iniciación colectiva de miles de musulmanes a manos de Mahoma, es mencionado en el Corán. Esta práctica fue continuada por los califas.
En épocas posteriores, el bay'a fue asociado con órdenes sufíes; maestros espirituales que iniciarían a sus seguidores. Esta práctica aún existe en las órdenes sufíes de todo el mundo.
En contextos chiítas, bay'a se utiliza para el juramento de lealtad al imán por sus seguidores. En la tradición ismailí chiita, es la aceptación del permanente vínculo espiritual entre el imán y el murid, uniendo a todos los musulmanes ismaelitas en todo el mundo en su lealtad, devoción y obediencia al imán dentro del concepto islámico de la fraternidad universal.